# 포항창조경제혁신센터
포항창조경제혁신센터(浦項創造經濟革新센터, Pohang Center for Creative Economy & Innovation)는 포항시청과 포스코의 협업을 통해  에너지 ·환경 ·소재 분야 특화산업을 중심으로 강소기업육성과 벤처창업 지원 등의 역할을 수행하기 위하여 설립된 센터이다. 대한민국 최초의 민간자율형 창조경제혁신센터이다. 경상북도 포항시 남구 지곡로 80 포항창조경제혁신센터 5층에 있다.

## 설립 근거
- 창조경제 민관협의회 등의 설치 및 운영에 관한 규정[7]

## 연혁
- 2014년 12월 27일 포항창조경제혁신센터 출범식
- 2015년 1월 30일 포항창조경제혁신센터 개소식
- 2015년 7월 7일 포스코패밀리 클린포항 전문기술지원단 발대
- 2015년 8월 25일 광양창조경제혁신센터 개소식
- 2016년 5월 26일 설비솔루션기술지원단 발대식
- 2016년 8월 1일 고용존 구축 및 운영

## 조직

### 포항창조경제혁신센터장
| - 벤처창업 - 강소기업 - 운영혁신 | - 창조기획팀 (포항시청) |

## 사건·사고 및 논란

### 포항시청 공무원 파견 논란
2014년 12월 24일 포항시청은 4,5,6급을 비롯해 7급 이하 41명 등 모두 85명을 승진·의결하는 과정에서  4급 1명, 5급 2명 등 모두 3명의 간부공무원을 포항창조경제혁신센터에 파견키로 한 데 이어 2015년 1월 초 정기 인사에서 6급 2명 추가 파견을 확정할 방침이다. 이는 대구광역시청과 경상북도청이 정부 주도형인 대구창조경제혁신센터와 구미의 경북창조경제혁신센터에 파견할 간부공무원이 5급을 최고위직으로 하고 인원도 최소화한다는 방침인 것과 대비된다.
이같은 소식에 포스코 관계자는 “지역 강소기업 육성을 위해 포스코가 창조경제혁신센터를 빨리 운영했으면 하는 포항시청의 의지가 반영된 것으로 보인다”면서도 “아직 직제조차 정해지지 않았는데 포항시청이 다소 서두른 게 아닌지 모르겠다”고 말했다. 포스코 출자 연구기관의 한 관계자도 “포항시청이 강소기업 육성을 이유로 다른 지역에 없는 민간주도형 센터 설립을 추진하더니 공무원 자리만 잔뜩 만들었다”며 “포스코를 압박한다고 해서 지역 경제 발전이 될지 두고 볼 일”이라고 말했다.
이에 대해 포항시청은 “포항창조경제혁신센터가 4급을 포함한 인력 파견으로 승진자리 확보에 따른 직원들의 사기진작에 큰 역할을 했다”라고 인정하며 “포항시와 지역사회, 기업간 유기적인 업무협조와 함께 파견공무원에 대한 인건비는 포항시가 부담하게 돼 포항창조경제혁신센터가 정상화할 때까지 부담을 줄여주는 긍정적인 효과가 크다”고 해명했다.

### 센터 명칭 논란
2014년 12월 27일 센터 출범식에서 포항시청은 미래과학창조부와 포스코 측과 협의해 '포항창조경제혁신센터'로 명칭을 결정했다고 밝혔다. 하지만 포스코는 "국내 유일의 민간 자율형으로 운영되는 만큼, 창조경제혁신센터에 '혁신'을 빼는 대신 사명인 '포스코'를 앞에 추가해 '포스코 포항창조경제센터'로 해야한다"며 명칭변경을 요구하고 있다.
이에 대해 포항시청은 "포스코가 주도해 짓는 만큼 센터에 '포스코'라는 명칭을 넣으려는 것은 이해하는 입장이지만, 전국에 들어서는 창조경제혁신센터의 명칭에 지역명이 들어가는 점을 감안하면 '포항창조경제혁신센터'가 돼야 한다"고 주장했다.

## 같이 보기
- 포항금속소재산업진흥원
- 포항산업과학연구원
- 민관합동창조경제추진단
- 전국창조경제혁신센터협의회
- 서울창조경제혁신센터
- 인천창조경제혁신센터
- 경기창조경제혁신센터
- 강원창조경제혁신센터
- 세종창조경제혁신센터
- 충북창조경제혁신센터
- 대전창조경제혁신센터
- 충남창조경제혁신센터
- 전북창조경제혁신센터
- 광주창조경제혁신센터
- 빛가람창조경제혁신센터
- 전남창조경제혁신센터
- 대구창조경제혁신센터
- 경북창조경제혁신센터
- 부산창조경제혁신센터
- 울산창조경제혁신센터
- 경남창조경제혁신센터
- 제주창조경제혁신센터
- 문화창조융합센터